# Archipel de Kvarken
Pour l’article homonyme, voir Kvarken.
L'archipel de Kvarken, en finnois Merenkurkun saaristo, est un archipel de Finlande situé en mer Baltique, plus précisément dans le détroit du Kvarken, dans le centre du golfe de Botnie, face à la ville de Vaasa.
Replot, la plus grande île de l'archipel, est reliée au continent par le pont le plus long du pays.

## Protection
En 2000, l'archipel de Kvarken avec la Haute Côte en Suède ont été conjointement inscrits comme site du patrimoine mondial de l'Unesco depuis 2000 sous le nom de « Haute Côte/Archipel de Kvarken ».